# 神宮寺山古墳
神宮寺山古墳（じんぐうじやまこふん）は、岡山県岡山市北区中井町にある古墳。形状は前方後円墳。国の史跡に指定されている。

## 概要

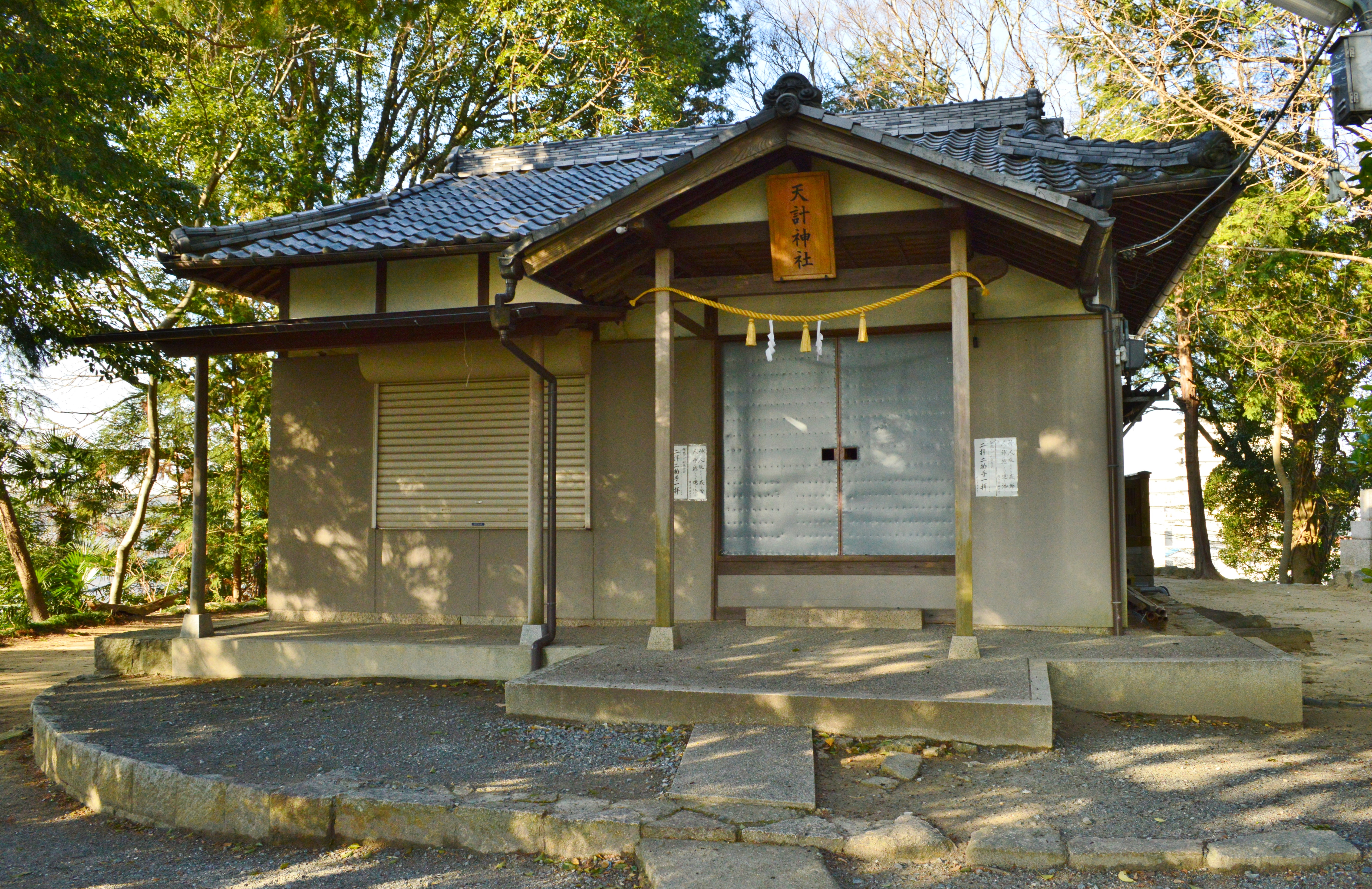
後円部に鎮座する天計神社

岡山県南部、岡山市街地中心部からやや北方の、旭川西岸の沖積平野に築造された大型前方後円墳である。古くは江戸時代の文献にも記事が散見される。現在は後円部墳頂に式内社の天計神社（あまはかりじんじゃ、旧村社）が鎮座するが、これは岡山城主の小早川秀秋により北方村から移されたものといい、かつては別当坊の妙法山神宮寺も存在した（寛文年間（1661-1672年）に廃寺）。これらの造営に加えて、前方部は墓地化し、周囲も開発が進んでおり、現在までに墳丘は大きく改変されている。
墳形は前方後円形で、前方部を西方向に向ける。墳丘は後円部で3段築成、前方部で2段築成で、大部分が盛土による。墳丘表面では葺石・円筒埴輪が検出されているほか、墳丘北側では造出の存在可能性がある。周溝の有無は定かでない。埋葬施設は、後円部墳頂に位置する竪穴式石室で、そばには副葬品埋葬用の小竪穴式石室（副室）も存在するほか、前方部にも別の埋葬施設の存在も推測される。
この神宮寺山古墳は、出土埴輪から古墳時代前期後半-中期初頭の4世紀後半-5世紀初頭頃の築造と推定される。吉備地方の古墳の多くは丘陵地に築造されるが、大型前方後円墳としては珍しく沖積地（古墳築造の不適地）に築造された点で注目される古墳になる。被葬者としては、『日本書紀』応神天皇22年条に見える「三野県」を当地（御野）と見て、その三野県に封じられたという弟彦（吉備弟彦、三野臣祖）に比定する説がある。なお旭川流域では、古墳時代前期には大型古墳として神宮寺山古墳のほか金蔵山古墳（岡山市中区沢田、165メートル）・湊茶臼山古墳（岡山市中区湊、125メートル）が築造されたが、中期には大型古墳の築造はなくなり、代わって中期の営造地は足守川流域（造山古墳など）に集約される。
古墳域は、1959年（昭和34年）に国の史跡に指定されている。

## 遺跡歴
- 近世、小早川秀秋が八幡宮（現在の天計神社）を当地に遷座[5]。
- 江戸時代、土肥経平の『寸簸之塵（きびのちり）』や松本亮の『東備郡村誌』に記述[1]。
- 1959年（昭和34年）5月13日、国の史跡に指定[4]。
- 1961年（昭和36年）、小竪穴式石室の乱掘[1]。
- 1983年（昭和58年）、小学校の汚水処理槽設置等に伴う試掘調査（岡山市教育委員会、2007年に報告書刊行）[1]。

## 墳丘
墳丘の規模は次の通り。
- 墳丘長：約150メートル（推定155メートル：1983年調査）
- 後円部 - 3段築成。
  - 直径：約70メートル
  - 高さ：約13メートル
- 前方部 - 2段築成。
  - 長さ：約75メートル
  - 高さ：約7メートル

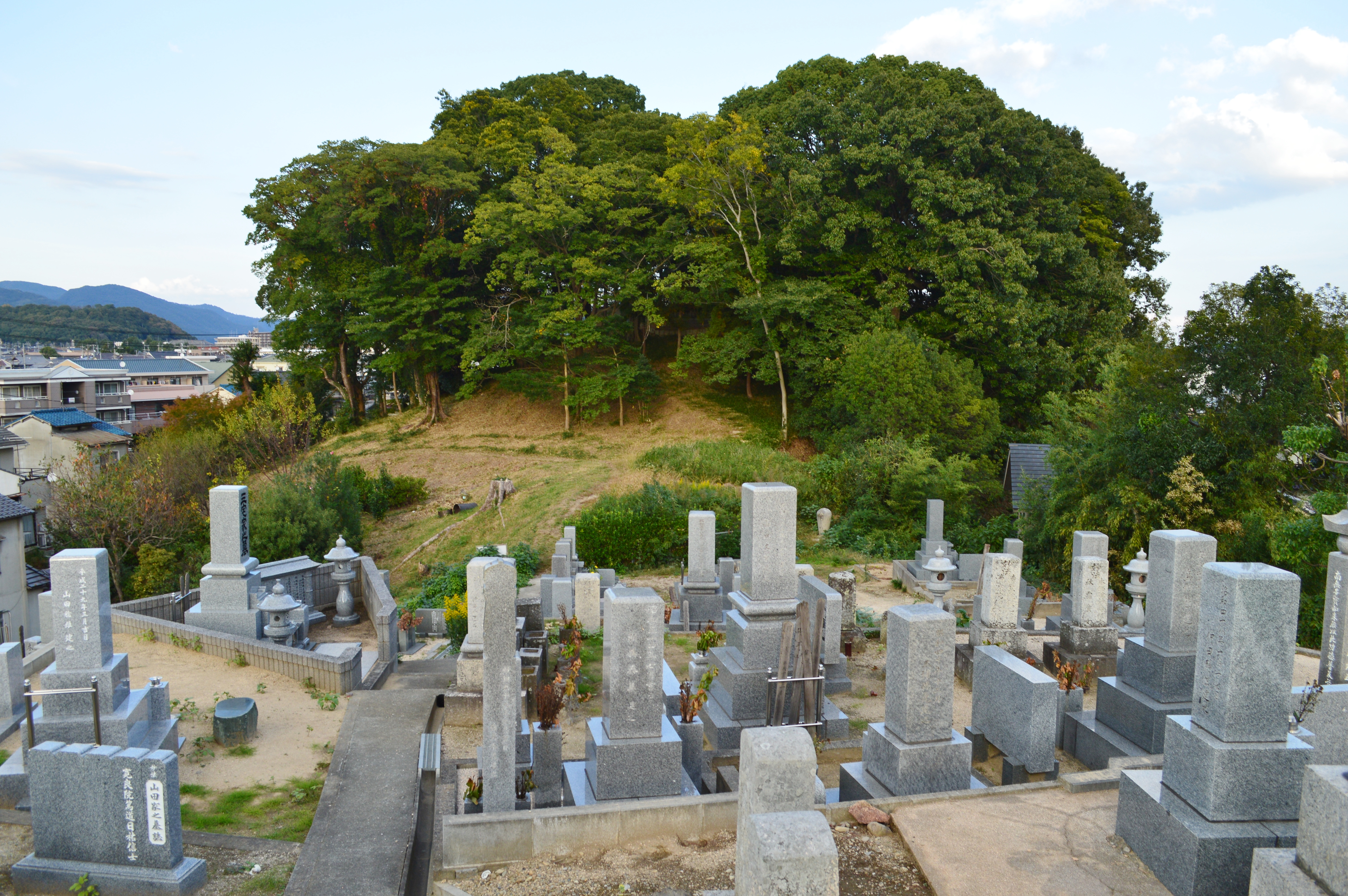
前方部から後円部を望む
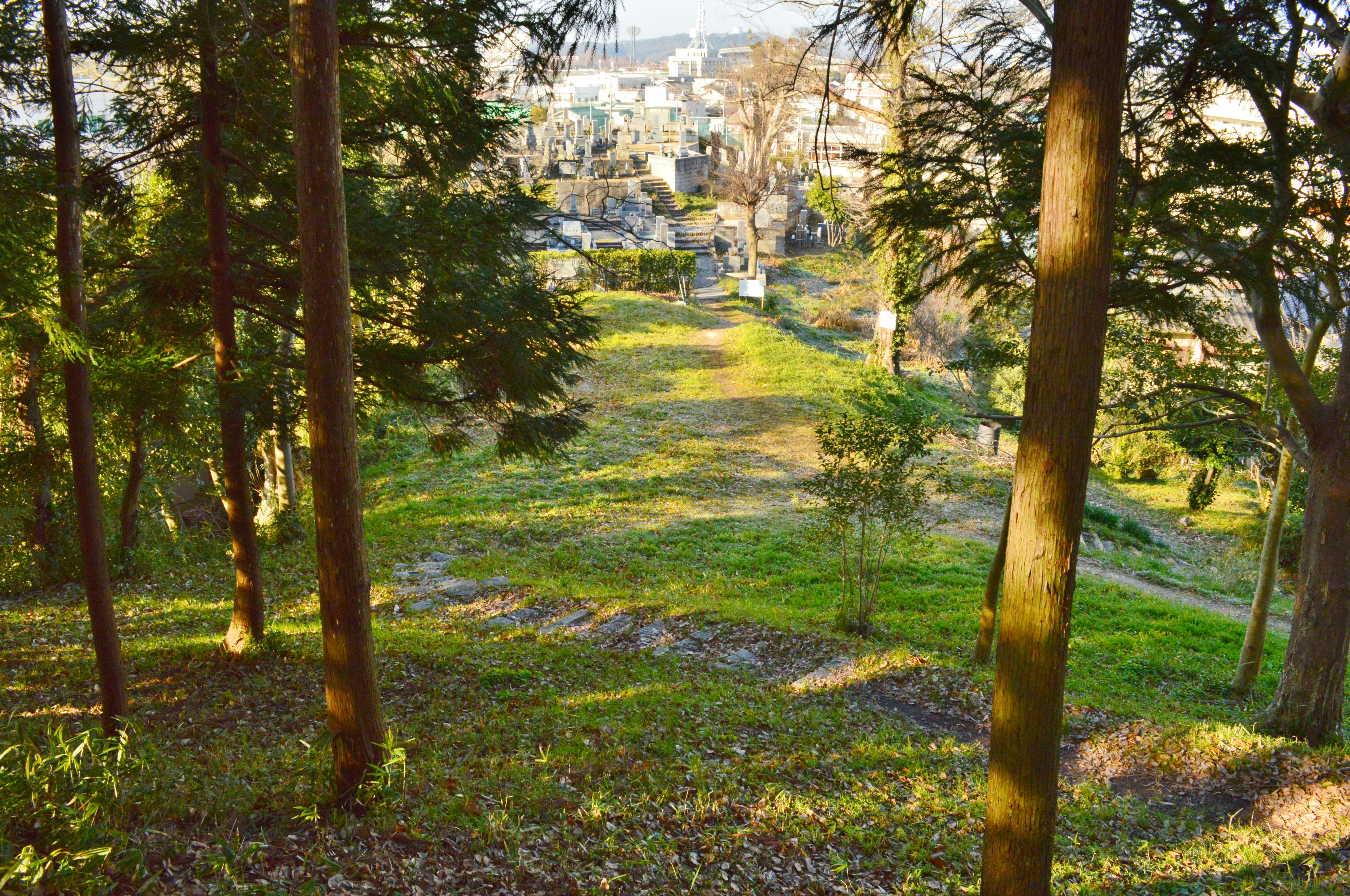
後円部から前方部を望む
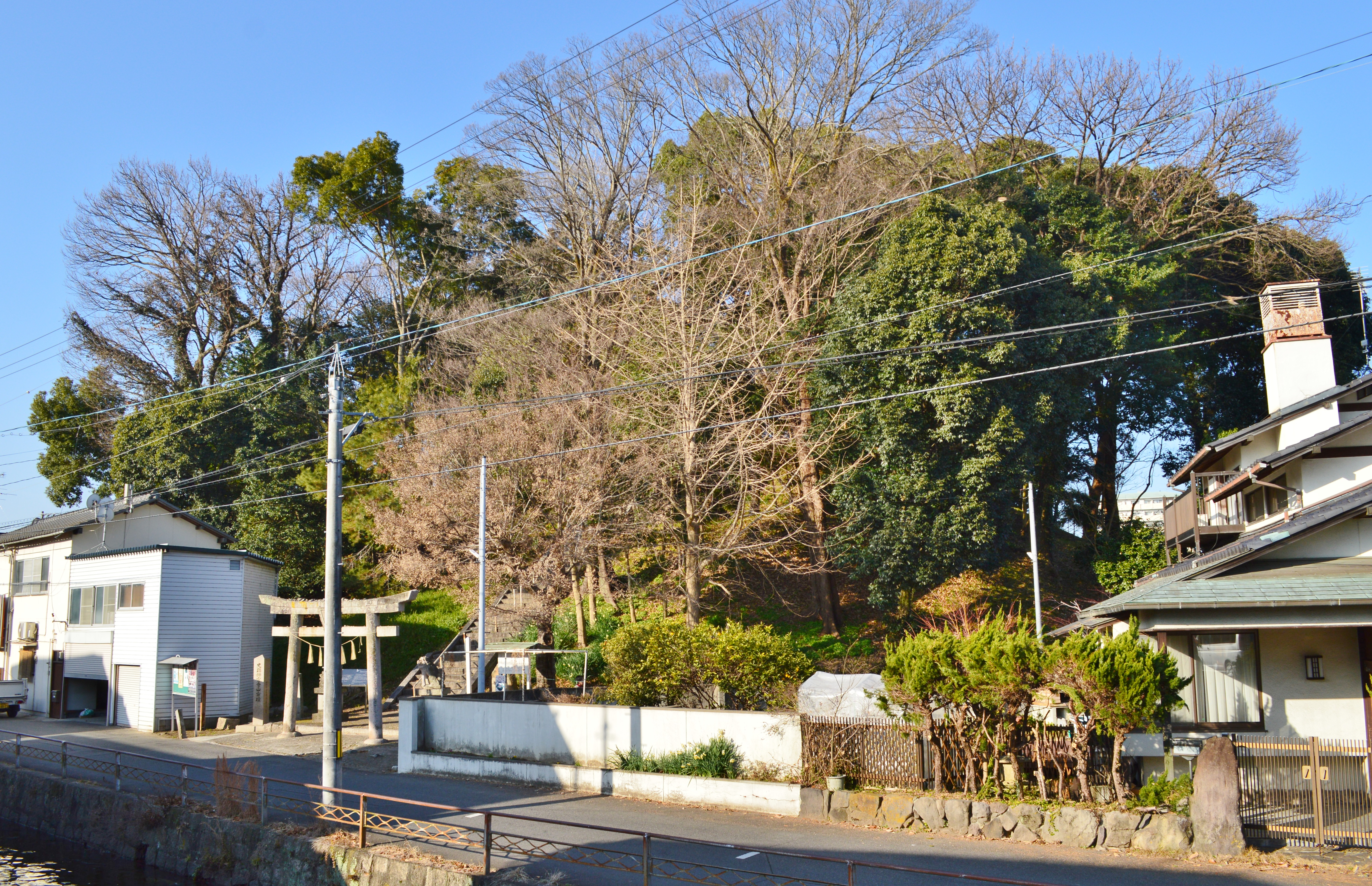
後円部の墳丘 手前に天計神社鳥居。

## 埋葬施設

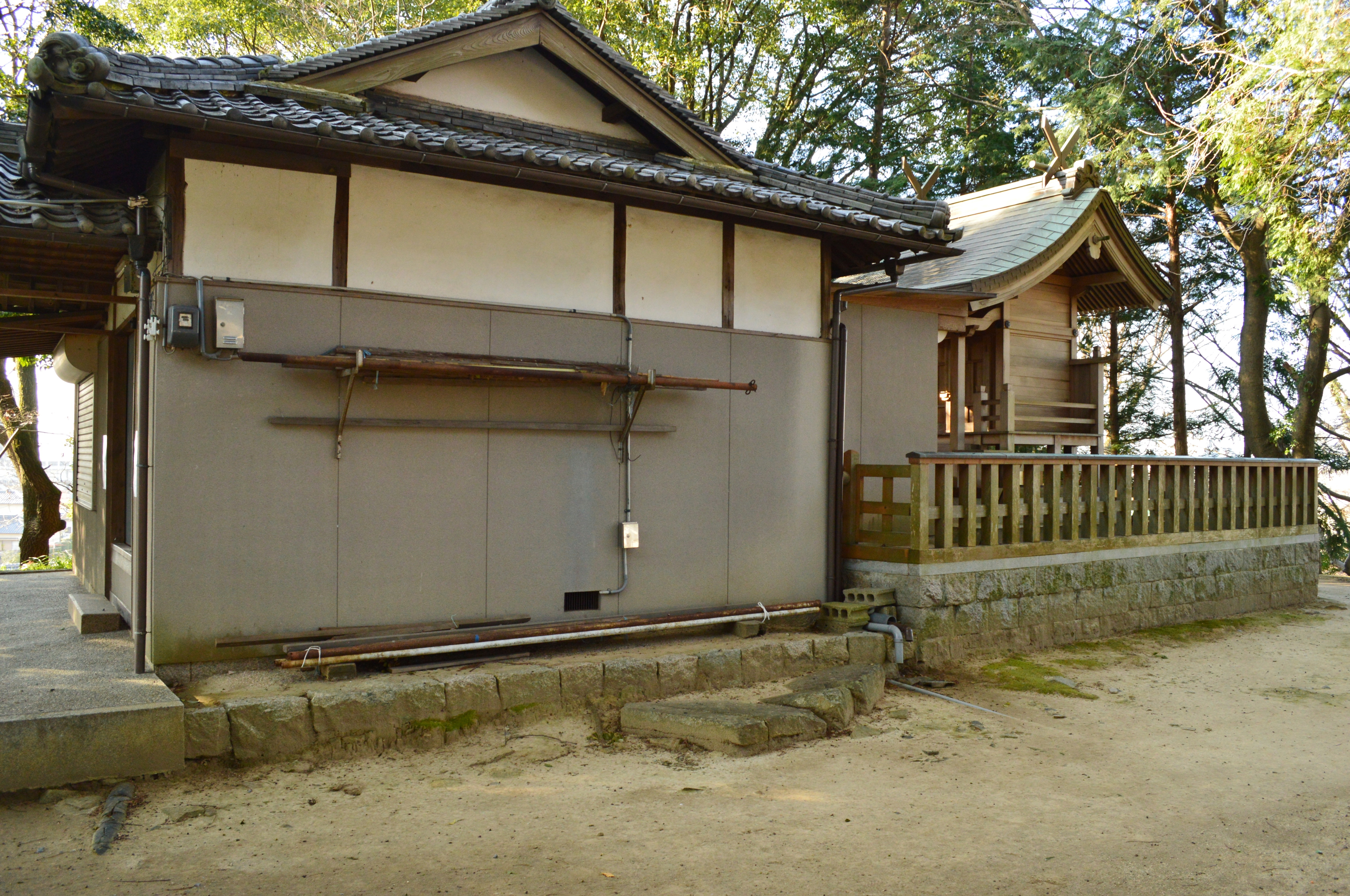
後円部墳頂天計神社社殿と、拝殿下に竪穴式石室蓋石。

埋葬施設は竪穴式石室で、後円部墳頂の天計神社の拝殿床下にその蓋石が露出する（石室の詳細は不明）。後円部では、その石室の東側に副葬品埋葬用の小竪穴式石室（副室）も認められている。この副室は長軸を墳丘主軸と平行し、長さ1.50メートル・幅0.50-0.60メートル・高さ約0.90メートルを測り、石室床面は砂利敷とする。副室の方は1961年（昭和36年）に乱掘されており、残存副葬品として鉄製武具類（剣・刀）、鉄製農工具類（鎌・斧・鑿・錐・鋸）など100点以上が出土している。
また前方部においても、かつて刀・甲冑・槍・鉾の破片が出土したと伝えられることから、別の埋葬施設の存在が推測される。

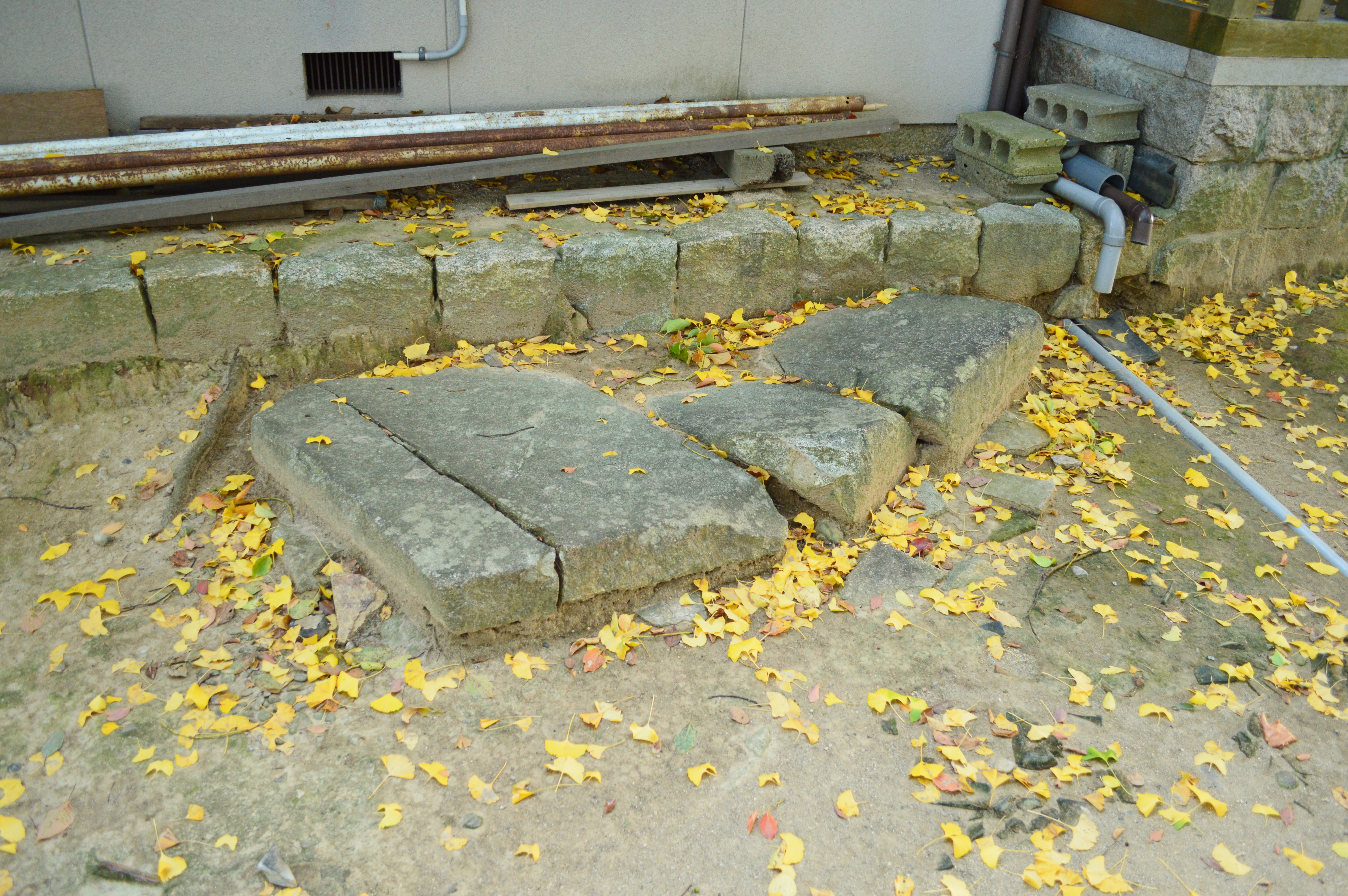
竪穴式石室蓋石

## 文化財

### 国の史跡
- 神宮寺山古墳 - 1959年（昭和34年）5月13日指定[4]。